# El Amarradero
El Amarradero är en ort i Mexiko.   Den ligger i kommunen Jesús María och delstaten Jalisco, i den centrala delen av landet, 300 km väster om huvudstaden Mexico City. El Amarradero ligger 2 022 meter över havet och antalet invånare är 107.
Terrängen runt El Amarradero är kuperad västerut, men österut är den platt. Terrängen runt El Amarradero sluttar österut. Runt El Amarradero är det ganska glesbefolkat, med 45 invånare per kvadratkilometer. Närmaste större samhälle är Ciudad Manuel Doblado, 10,5 km nordost om El Amarradero. I omgivningarna runt El Amarradero växer huvudsakligen savannskog.